# Rajiwka (obwód dniepropetrowski)
Rajiwka (ukr. Раївка) – wieś na Ukrainie, w obwodzie dniepropetrowskim, w rejonie synelnykowskim, siedziba hromady. W 2001 liczyła 1705 mieszkańców, spośród których 1511 wskazało jako ojczysty język ukraiński, 187 rosyjski, 4 białoruski, a 3 inny.